# ناتاشا بيرتراند
ناتاشا بيرتراند (بالإنجليزية: Natasha Bertrand)‏ هي صحفية أمريكية ولدت في يوم 12 مايو 1992. أكملت دراستها في الفلسفة والعلوم السياسية. وهي تعمل حالياً مع بوليتيكو وهيئة الإذاعة الوطنية وإم إس إن بي سي.